# Evarcha arcuata
Evarcha arcuata je palearktična vrsta pajkov skakačev.

## Opis
Samci te vrste dosežejo v dolžino do 6, samice pa okoli 8 mm. Samica ima rjavo in belo glavoprsje, na zadku pa ima značilen vzorec diagonalnih črnih pik, ki so včasih belo obrobljene. Samci so skoraj povsem črne barve z bakrenim pridihom. Po obrazu imajo samci horizontalen belo-črn progast vzorec. Značilno za to vrsto pajkov je, da samice branijo svojo jajčno vrečko.